# 高枝景水
高枝 景水（たかえだ けいすい、197X年8月27日 - ）は、日本の漫画家。東京都大田区出身、関東地方在住。血液型はO型。荒川弘のアシスタントを務めていた。

## 略歴
- 2002年3月、第50回小学館新人コミック大賞佳作受賞。
- 2004年11月、「彫魂師」（『少年サンデー特別増刊R』2004年12月25日号掲載）でデビュー。
- 2009年5月、第1回スクウェア・エニックス戦国アンソロジーコミック大賞にて奨励賞受賞（名義は「タカヤマヒサゴ」）。

## 作品リスト

### 連載作品
- 室町学院高校生徒指導室!!（スクウェア・エニックス「ガンガンONLINE」2009年11月3日更新分 - 2011年5月19日更新分、「ガンガン戦-IXA-」2010年夏の陣、冬の陣、全3巻）
- カセキホリダー ムゲンギア（小学館「月刊コロコロコミック」、2014年1月号 - 10月号）
- 若旅 WAKATABI〜週末 歴さんぽ（リイド社「コミック乱」2015年5月号 - ）

### 読切作品
- 彫魂師（2004年11月、小学館「少年サンデー特別増刊R」2004年12月25日号）デビュー作。タイトルの読みは「ほったまし」。
- くたばれ!! ネバーランド（2005年6月、小学館「週刊少年サンデー超」）
- 天正二年のファーストレディ（2005年10月、メディアファクトリー「コミック戦国マガジン」Vol.2）名義は「高山ひさご」。主人公は豊臣秀吉の正室・ねね。
- スペース用心棒でござ候。（2006年8月、小学館「週刊少年サンデー」2006年35号）
- 99〜ツクモツキ（2007年2月、小学館「週刊少年サンデー超」）
- ツクモツキ（2008年12月、小学館「週刊少年サンデー」2009年2・3合併号）
- CRAZY MONKEYS（小学館「クラブサンデー」2010年2月9日 - 4月26日掲載）主人公は若き頃の豊臣秀吉と織田信長。
- 総大将観察日記(徳川家康)（2010年4月、スクウェア・エニックス「戦国アンソロジー関ケ原 -EAST RED-(東軍)」）
- 男子高校生と進化の果て（2012年5月、スクウェア・エニックス「男子高校生の日常アンソロジー」）
- よっぱらい最強武勇伝!!（2013年11月、芳文社「超 本当にあった(生)ここだけの話」2014年1月号）
- 新・妄想ステーション（2013年12月、講談社「ITAN」17号）
- ウルトラ赤っ恥体験!!（2014年2月、芳文社「超 本当にあった(生)ここだけの話」2014年3月号）
- 嗚呼! 愛すべきバカたち（2014年10月、芳文社「超 本当にあった(生)ここだけの話」2014年12月号）
- ポケモン超不思議のダンジョン それいけ!新米調査団!（2015年9月、小学館「月刊コロコロコミック」、2015年10月号）